# Javorinka (Vysoké Tatry)
Javorinka ( polsky Świstówka Jaworowa německy Ratzengraben je asi 0,5 km dlouhé západní údolí Javorové doliny ve Vysokých Tatrách, které se nachází mezi rameny nižšího vrcholu Široké. 

## Název
Je odvozen od Javorové doliny. Poukazuje na bohatý výskyt javoru v širokém okruhu Tatranské Javoriny a Javorové doliny. 

## Poloha
Od západu je ohraničena horním patrem Široké doliny a ramenem Širokej, na severu ji ohraničuje vrch Svišťovky. Od jihu Zelená dolina a na východě ústí do Javorové doliny. Z drobného bezejmenného plesa zde vytéká Svišťovský potok ve výšce asi 1690 m n. m.. Potok protíná v dolním toku Vyšný jižní okraj Javorové doliny a vtéká do Javorinky.

## Turistika
Dolinu lze vidět z turistického chodníku, který vede Javorovou dolinou na Sedielko a do Malé Studené doliny po  zelené turistické značce. Do Javorinky nevede turistický chodník a není dostupná pro turisty. Je přírodní rezervací. 